# جاده ئی۶۱ اروپا
جاده ئی۶۱ اروپا (به انگلیسی: European route E61) یکی از جاده‌های اصلی قاره اروپا است.
این جاده که از شهر فیلاخ (اتریش) شروع شده، در شهر رییکا (کرواسی) به پایان میرسد و مسافت آن ۲۷۰ کیلومتر است.